# Анастасија Буђић
Анастасија Буђић (Београд, 12. септембар 1984), позната и као Анастасија Стејси, српски је фото-модел и певачица.
Позирала је за француско издање часописа „Плејбој”, насловна страна издања за август 2007. године. На међународном такмичењу „Плејбој плејмејт” на Филипинима освојила је титулу „мис шарма”. Сврстала се међу 11 најсексепилнијих девојака на свету, заједно с девојкама из Венецуеле, Холандије, Пољске, Румуније, Летоније, Хрватске, Немачке, Филипина, Јужноафричке Републике и Словачке.
У певачкој каријери истакла се као чланица музичке групе „Моделс” (од 2004. године).
Тренутно студира на Правном факултету у Београду.
Учествовала је у другом ВИП серијалу Великог Брата у Србији.